# ساندرا روما
ساندرا روما (بالسويدية: Sandra Roma) مواليد 31 مارس 1990 في ستوكهولم، هي لاعبة كرة مضرب سويدية تلعب باليد اليسرى. هي إحدى بطلات الجراند سلام. أعلى تصنيف لها في الفردي كان المركز الـ 431 في سنة 2013.

## روابط خارجية
- ساندرا روما على موقع رابطة محترفات التنس (الإنجليزية)
- ساندرا روما على موقع الاتحاد الدولي لكرة المضرب (الإنجليزية)
- ساندرا روما على موقع كأس بيلي جين كينغ (الإنجليزية)
- ساندرا روما على موقع خلاصة التنس.كوم (الإنجليزية)
- ساندرا روما على موقع إي إس بي إن.كوم (الإنجليزية)